# Барберо, Доменико
Доменико Барберо (итал. Domenico Barbero PIME, 1821 года, Фольиццо, Италия — 18 сентября 1881 года, Хайдарабад, Индия) — католический прелат, апостольский викарий Хайдарабада с 21 января 1870 по 18 сентября 1881 года. Член миссионерской организации «Папский институт заграничных миссий».

## Биография
Родился в 1832 году в городе Карате-Брианца, Италия. После получения богословского образования в семинарии был рукоположен в священники. В 1853 году вступил в миссионерскую организацию «Папский институт заграничных миссий».
Прибыв в Индию, поселился в городе Чандрагудем, где стал заниматься обращением в католицизм представителей низших каст. В этом городе построил небольшую часовню. За девять месяцев своей деятельности крестил около двадцати человек. В 1857 году был назначен военным капелланом для работы среди европейцев, проживавших в Секундерабаде.
21 января 1870 года папа Пий IX назначил Доменико Барберо апостольским викарием Хайдарабада и титулярным епископом Долиха. 3 апреля 1870 года в Риме состоялось его рукоположение в епископы, которое совершил кардинал Козимо Корси.
Скончался 18 сентября 1881 года в Хайдарабаде.